# 黄伟民 (体育教练)
黃偉民（1937年12月—），湖南长沙人，中国体育教练员，中国国民党革命委员会党员，第七届、第八届、第九届全国政协委员。中國同盟會创始人黃興之長孫，黃一歐之子。

## 生平
1957年湖南省立第一師範畢業，長沙市經武路學院任教。1964年任湖南體育大隊教練，1973年任長沙市北區體校要職，現已經退休。

## 职务
- 第7至第9屆全國政協委員
- 湖南省政協常委
- 中国国民党革命委员会中央委員
- 中国国民党革命委员会湖南省委副主任
- 黃興基金會會長
- 湖南省海外聯誼會理事

## 相關
- 廣州越華路小東營5號